# 孙枢
孙枢（1933年7月23日—2018年2月11日），男，江苏金坛人，中国地质学家。中国科学院地质与地球物理研究所研究员、中国科学院地学部主任。曾任中国科学院地质所所长和国家自然科学基金委员会副主任。

## 生平
1953年毕业于南京大学地质系。后到中国科学院原地质研究所工作，1978至1983年任研究所副所长，1984至1987年任所长。1987年至1991年任中国科学院资源环境科学局局长。1991年至1999年任国家自然科学基金委员会副主任，1992年至1998年和2000年至2006年先后当选中国科学院地学部副主任和主任，2008年当选中国科学院学部主席团成员。
2018年2月11日8点52分，於北京逝世，享年85岁。

## 学术贡献
孙枢在沉积学和沉积大地构造学领域以及科研组织管理和领导岗位上作出了卓越贡献。
- 1953年至1956年期间，从事锰矿、磷矿和石油沉积学研究。1953年，孙枢随侯德封所长、叶连俊主任赴湖南、广西和江西等地调查了多处锰矿床，并在湘潭发现大型原生沉积碳酸锰矿，这一研究工作为解决当时钢铁工业对锰矿资源的急需做出重大贡献。
- 1956年至1960年，参加中苏合作黑龙江流域综合考察，自1957年起领导小兴安岭地质队，合作完成《中国东北北部地质概况》专著和有关地质图件，主持完成《小兴安岭张广才岭和完达山地区地质》专著。
- 1962年至1965年期间，同合作者一道研究四川红色盆地西北缘泥盆系生物元素地球化学和磷酸盐岩，对磷矿成矿时代提出新观点，提出磷块岩和沉积磷酸盐岩新类型。
- 1970年代后期，在地质部、冶金部和中国科学院联合开展富铁矿会战期间，孙枢先后被任命为中国科学院冀东富铁矿科研队和许昌富铁矿科研队队长，在古地理、古地貌、古气候和古风化作用研究的基础上，对河南地区古风化壳型富铁矿的前景作出评价，并合作完成《华北断块区南部前寒武纪地质演化》专著。
- 1970年代末，同合作者研究沉积盆地分类和中国克拉通区张裂型盆地，首次提出豫陕中-晚元古代盆地是坳拉槽型盆地，在国内开拓沉积大地构造学研究，随后在国内积极推动岩石圈研究，在原地质研究所成立岩石圈演化重点实验室。
- 1980年，受国家海洋局委托，孙枢作为国家观察员代表中国首次出席在新西兰举行的南极研究科学委员会(SCAR)会议，会后提出中国尽快开展南极科学考察的建议。
- 1980年代，陆续发表潮汐和风暴硅质碎屑沉积研究结果，在国内开拓了新的研究方向。1984年年底，孙枢前往苏黎世瑞士联邦理工大学（ETH）地质研究所作学术访问，合作发表《寒武纪大爆发前的死劫难海洋》文章。
- 1980年至1990年代同许靖华院士和李继亮研究员等合作研究中国大地构造的有关问题，提出多岛海和弧后盆地大地构造模式，1998年合作发表《中国大地构造相图》专著。
- 2000年以来，参与中亚造山带构造演化研究，推动活动论古地理和CO2地质埋存研究，担任发展改革委、财政部和国土资源部联合组织的“新一轮全国油气资源评价”共同首席专家，以及合作开展国土资源部组织的中国地质工作发展战略研究。
- 1990年代以来，长期主持或参与中国地球科学及资源环境科学发展战略研究，提出“从地学大国走向地学强国”、“从地质大国走向地质强国”、以及“资源环境科学数据共享”等战略目标和措施建议。
- 出版专著4部，主编文集7部，发表学术论文和其他文章200余篇。

## 社会兼职

### 学术团体
- 中国石油学会副理事长
- 中国矿物岩石地球化学学会副理事长
- 中国地质学会副理事长
- 中国科协全国委员会委员
- 中国矿物岩石地球化学学会沉积学专业委员会主任
- 中国地质学会沉积地质学主任
- 国际沉积学家协会（IAS）理事
- 国际地质对比计划（IGCP）第199项国际工作组主席
- 国际岩石圈计划中国委员会副主席
- 国际岩石圈计划（ILP）执行局委员等
- 国际科联环境问题科学委员会（ICSU-SCOPE）中国国家委员会主席
- 国际减灾十年计划中国国家委员会委员
- 国际地圈生物圈计划（IGBP）中期评估国际委员会委员兼分析研究培训系统（START）评估国际专家组主席
- 国际科联环境问题科学委员会（ICSU-SCOPE）中国国家委员会主席
- 太平洋科学协会（PSA）理事和执行局委员
- 太平洋科学协会（PSA）地球科學委員會主席
- 太平洋科学协会中国国家委员会副主席

### 政府机构
- 国务院学位委员会地质地球物理学科组召集人
- 全国科学技术名词审定委员会副主任
- 国家重点基础研究计划（973计划）专家顾问组成员
- 国家中长期科技发展规划第17专题组长
- 国家十二五科技规划专家顾问组成员
- 中国大洋钻探计划专家委员会主任
- 国家海洋局极地科学重点实验室学术委员会主任
- 国土资源部科技委副主任
- 中国地质调查局顾问
- 上海市海洋科技中心专家委员会委员
- 中国共产党第十五次代表大会代表

### 会议组委会
- 第13届国际第四纪研究大会组织委员会副主席兼秘书长
- 第18届国际太平洋科学大会组织委员会副主席
- 第30届国际地质大会组织委员会副主席兼学术委员会共同主席

### 奖项评审
- 李四光地质科学奖委员会副主任
- 国家科技奖励委员会委员
- 国家自然科学奖励委员会副主任
- 教育部长江学者评审委员会委员
- 黄汲清青年地质科技奖委员会副主任
- 何梁何利基金评选委员会委员

### 杂志编委
《中国科学》副主编，《中国科学•地球科学》主编，《地质学报》副主编，《东南亚地球科学杂志》﹙JSAES﹚编委等

### 客座教授、名誉教授
西北大学、华东师范大学、浙江大学、南京大学、原华东地质学院、河南大学客座（兼职）教授，中国科学院大学教授，中南大学、山东科技大学名誉教授。

### 其他
- 南京大学董事会副董事长
- Shen-Su Sun基金会主席

## 奖项和荣誉

### 奖项
- 1986年和1987年获“中国科学院科技进步二等奖”各一次
- 1987年获“国家自然科学奖二等奖”（第2名）
- 1997年获何梁何利基金会授予的“科学与技术进步奖”

### 荣誉
- 1988年被国家人事部授予“有突出贡献的中青年专家”称号
- 1989年当选为第三世界科学院院士
- 1991年当选为中国科学院学部委员（院士）
- 伦敦地质学会（GSL）荣誉会员
- 第三世界科学院（TWAS）院士
- 欧亚科学院（EAAS）院士